# 谷口富士夫
谷口 富士夫（たにぐち ふじお､ 1958年 - ）は、日本の仏教学者、名古屋女子大学元教授。

## 人物・経歴
愛知県名古屋市生まれ。仏教系の高校に学び、永源寺での坐禅会に参加するなど仏教に関心をもつようになる。東海高等学校を経て、1981年、名古屋大学文学部哲学科卒業。名古屋大学大学院大学院文学研究科修士課程修了、1988年、同博士課程修了。大学院時代に、2回インドへ留学し、チベット仏教への関心を深める。現観荘厳論を中心にチベット仏教に関する研究を進め、1991年に『「現観荘厳論」における現観』により名古屋大学より文学博士を取得した。
名古屋女子大学文学部児童教育学科講師となっていた1997年に、日本印度学仏教学会賞を受賞。のち、文学部日本文学科助教授、文学部国際言語表現学科教授と昇任するも、2012年4月、助手に降任。
2012年7月、「名古屋某女子大学マンガチック」と表記したブログ投稿を理由に解雇されたため、同年9月下旬に復職と損害賠償など約1300万円を求め、名古屋地裁に提訴した。学園側は「書き込みは名誉毀損」として、約1000万円の賠償を求めて谷口を提訴した。2014年9月18日、名古屋地方裁判所は解雇取り消しと、約2200万円の支払いを越原学園に命じたが、学園は控訴し、2015年4月30日の名古屋高等裁判所も一審判決を支持したため、さらに最高裁判所に上告した。2016年6月20日、最高裁判所は上告を斥け、2審判決が確定した。
この結果、2017年4月、名古屋女子大学家政学部生活環境学科教授として、5年半ぶりに教壇に復帰した。その後、2024年に同大学を定年退職した。
谷口は、ダライ・ラマ14世の著作の翻訳も手がけている。

## 業績

### 単著
- 『トゥカン『一切宗義』チョナン派の章 西蔵仏教宗義研究』東洋文庫　1993
- 『現観体験の研究』山喜房佛書林、2002年、ISBN:4796301283

### 翻訳
- ダライ・ラマ14世テンジンギャツォ、ダライ・ラマ 365日を生きる智慧、春秋社、2001年、ISBN-13: 978-4393133316（新装版：2007年）
- ダライ・ラマ14世テンジンギャツォ、ダライ・ラマ 至高なる道、春秋社、2001年、ISBN-13: 978-4393133392